# Onthophagus cornutus
Onthophagus cornutus là một loài bọ cánh cứng trong họ Bọ hung (Scarabaeidae).